# C13H9NO4
化学式C13H9NO4（摩尔质量：243.21 g/mol）可以指：
- 6-(4-羧基苯基)-3-吡啶甲酸，CAS号：676339-81-4
- 4-羟基-3-硝基苯甲酮，CAS号：5464-98-2
- 4-硝基苯基安息香酸，CAS号：959-22-8

|  | 这个同类索引页列出了具有相同分子式的化学物（即同分異構體）条目。 除非您是有意链接至本页，否则应将相应条目的内部链接指向正确的条目。 |